# Campionati europei di nuoto in vasca corta 2011 - 100 metri rana femminili
La gara dei 100 metri rana femminili degli europei di Stettino 2011 si è svolta il 10 e l'11 dicembre 2011. Le batterie di qualificazione e le semifinali si sono disputate rispettivamente nella mattina e nel pomeriggio del 10, la finale nel pomeriggio dell'11.

## Medaglie
| Posizione | Atleta                | Paese     |
| --------- | --------------------- | --------- |
| Oro       | Valentina Artemyeva   | Russia    |
| Argento   | Rikke Møller Pedersen | Danimarca |
| Bronzo    | Daria Deeva           | Russia    |

## Qualifiche
Si sono qualificate per le semifinali un massimo di due atlete per nazione.
| Pos. | Atleta                    | Nazionalità          | Tempo   | Batteria | Corsia | Note |
| ---- | ------------------------- | -------------------- | ------- | -------- | ------ | ---- |
| 1    | Rikke Møller Pedersen     | Danimarca            | 1'06”75 | 5        | 4      | Q    |
| 2    | Valentina Artemyeva       | Russia               | 1'07”08 | 3        | 4      | Q    |
| 3    | Sophie De Ronchi          | Francia              | 1'07”52 | 4        | 5      | Q    |
| 4    | Petra Chochová            | Rep. Ceca            | 1'07”72 | 5        | 2      | Q    |
| 5    | Daria Deeva               | Russia               | 1'07”74 | 5        | 5      | Q    |
| 6    | Dilara Buse Guenaydin     | Turchia              | 1'07”81 | 3        | 7      | Q    |
| 7    | Martina Moravcikova       | Rep. Ceca            | 1'07”88 | 1        | 5      | Q    |
| 8    | Stacey Tadd               | Gran Bretagna        | 1'07”92 | 1        | 2      | Q    |
| 9    | Joline Höstman            | Svezia               | 1'07”97 | 4        | 4      | Q    |
| 10   | Vera Kalašnikova          | Russia               | 1'07”98 | 4        | 3      |      |
| 10   | Katharina Stiberg         | Norvegia             | 1'07”98 | 5        | 7      | Q    |
| 12   | Lisa Fissneider           | Italia               | 1'08”00 | 5        | 3      | Q    |
| 13   | Tessa Brouwer             | Paesi Bassi          | 1'08”05 | 3        | 5      | Q    |
| 14   | Coralie Dobral            | Francia              | 1'08”08 | 3        | 6      | Q    |
| 15   | Chiara Boggiatto          | Italia               | 1'08”10 | 4        | 2      | Q    |
| 16   | Fanny Lecluyse            | Belgio               | 1'08”13 | 3        | 1      | Q    |
| 17   | Marina Garcia Urzainqui   | Spagna               | 1'08”21 | 5        | 6      | Q    |
| 18   | Dorothea Brandt           | Germania             | 1'08”45 | 4        | 6      | Q    |
| 19   | Giulia De Ascentis        | Italia               | 1'08”63 | 3        | 2      |      |
| 20   | Jenna Laukkanen           | Finlandia            | 1'08”66 | 3        | 3      | Q    |
| 21   | Tjasa Vozel               | Slovenia             | 1'08”67 | 4        | 7      | Q    |
| 22   | Ewa Ścieszko              | Polonia              | 1'08”87 | 2        | 4      | Q    |
| 23   | Stephanie Spahn           | Svizzera             | 1'08”98 | 4        | 1      |      |
| 24   | Anna Sztankovics          | Ungheria             | 1'09”12 | 2        | 7      |      |
| 25   | Zuzana Mimovicova         | Slovacchia           | 1'09”31 | 3        | 9      |      |
| 26   | Fanni Ferenczi            | Ungheria             | 1'09”35 | 5        | 9      |      |
| 27   | Paulina Zachoszcz         | Polonia              | 1'09”38 | 5        | 1      |      |
| 28   | Anastasia Chaun           | Russia               | 1'09”43 | 4        | 8      |      |
| 29   | Marussia Pietrocola       | Italia               | 1'09”51 | 3        | 8      |      |
| 30   | Lieke Verouden            | Paesi Bassi          | 1'09”70 | 5        | 8      |      |
| 31   | Claire Polit              | Francia              | 1'09”77 | 2        | 2      |      |
| 32   | Molly Renshaw             | Gran Bretagna        | 1'09”97 | 2        | 3      |      |
| 33   | Shani Stallard            | Irlanda              | 1'10”47 | 1        | 6      |      |
| 34   | Corinne Meier             | Svizzera             | 1'10”49 | 2        | 5      |      |
| 35   | Sandra Swierczewska       | Austria              | 1'10”57 | 2        | 1      |      |
| 36   | Agnieszka Ostrowska       | Polonia              | 1'10”90 | 4        | 0      |      |
| 37   | Vangelina Draganova       | Bulgaria             | 1'11”00 | 1        | 4      |      |
| 38   | Alona Ribakova            | Lettonia             | 1'11”05 | 4        | 9      |      |
| 39   | Christina Strigl          | Austria              | 1'11”41 | 2        | 6      |      |
| 40   | Urte Kazakeviciute        | Lituania             | 1'11”67 | 2        | 9      |      |
| 41   | Ivana Ninković            | Bosnia ed Erzegovina | 1'12”36 | 1        | 3      |      |
| 42   | Karen Sif Vilhjálmsdóttir | Islanda              | 1'12”44 | 2        | 8      |      |
| 43   | Karen Vappe               | Estonia              | 1'12”54 | 2        | 0      |      |
| -    | Tatsiana Arzhakouskaya    | Bielorussia          | -       | 3        | 0      | DSQ  |
| -    | Weronika Palusek          | Polonia              | -       | 5        | 0      | DSQ  |

## Semifinali
| Pos. | Atleta                  | Nazionalità   | Tempo   | Batteria | Corsia | Note |
| ---- | ----------------------- | ------------- | ------- | -------- | ------ | ---- |
| 1    | Rikke Møller Pedersen   | Danimarca     | 1'05”94 | 2        | 4      | Q    |
| 2    | Daria Deeva             | Russia        | 1'06”51 | 2        | 3      | Q    |
| 3    | Joline Höstman          | Svezia        | 1'06”81 | 2        | 2      | Q    |
| 4    | Valentina Artemyeva     | Russia        | 1'07”12 | 1        | 4      | Q    |
| 5    | Sophie De Ronchi        | Francia       | 1'07”20 | 2        | 5      | Q    |
| 6    | Chiara Boggiatto        | Italia        | 1'07”32 | 1        | 1      | Q    |
| 7    | Coralie Dobral          | Francia       | 1'07”37 | 2        | 1      | Q    |
| 8    | Martina Moravcikova     | Rep. Ceca     | 1'07”47 | 2        | 6      | Q    |
| 9    | Fanny Lecluyse          | Belgio        | 1'07”58 | 2        | 8      | Q    |
| 10   | Lisa Fissneider         | Italia        | 1'07”67 | 2        | 7      | Q    |
| 11   | Marina Garcia Urzainqui | Spagna        | 1'07”80 | 1        | 8      |      |
| 12   | Dilara Buse Guenaydin   | Turchia       | 1'07”81 | 1        | 3      |      |
| 13   | Stacey Tadd             | Gran Bretagna | 1'07”85 | 1        | 6      |      |
| 14   | Petra Chocová           | Rep. Ceca     | 1'07”92 | 1        | 5      |      |
| 15   | Katharina Stiberg       | Norvegia      | 1'08”11 | 1        | 2      |      |
| 16   | Tessa Brouwer           | Paesi Bassi   | 1'08”21 | 1        | 7      |      |
| 17   | Stephanie Spahn         | Svizzera      | 1'08”92 | 1        | 9      |      |
| 18   | Ewa Ścieszko            | Polonia       | 1'09”01 | 2        | 9      |      |
| 19   | Tjasa Vozel             | Slovenia      | 1'09”28 | 1        | 0      |      |
| 20   | Jenna Laukkanen         | Finlandia     | 1'09”48 | 2        | 0      |      |

## Finale
| Pos. | Atleta                | Nazionalità | Tempo   | Corsia |
| ---- | --------------------- | ----------- | ------- | ------ |
| 1    | Valentina Artemyeva   | Russia      | 1'05”19 | 6      |
| 2    | Rikke Møller Pedersen | Danimarca   | 1'05”23 | 4      |
| 3    | Daria Deeva           | Russia      | 1'05”83 | 5      |
| 4    | Joline Höstman        | Svezia      | 1'07”03 | 3      |
| 5    | Chiara Boggiatto      | Italia      | 1'07”41 | 7      |
| 6    | Sophie De Ronchi      | Francia     | 1'07”43 | 2      |
| 7    | Coralie Dobral        | Francia     | 1'07”50 | 1      |
| 8    | Martina Moravcikova   | Rep. Ceca   | 1'07”76 | 8      |
| 9    | Fanny Lecluyse        | Belgio      | 1'07”89 | 0      |
| 10   | Lisa Fissneider       | Italia      | 1'07”99 | 9      |